# Osusanna Ailoviù
(Benito Jacovitti, dalla bocca di Cocco Bill in Cocco Bill sulle rotaie (1969))
Osusanna Ailoviù scritto il nome anche Osusanna Iloveyou è un personaggio creato dal fumettista italiano Benito Jacovitti. Compare fin dalla prima storia a fumetti di Cocco Bill, tuttavia non è presente in tutte quante le successive. Condivide convenzionalmente la data di nascita del 28 marzo 1957 assieme a Cocco Bill e al cavallo Trottalemme.

## Descrizione
Osusanna investe un ruolo determinante in diverse storie a fumetti. Pasticciona, curiosa, ma coraggiosa e anche irrimediabilmente romantica, il più delle volte con le sue uscite a sproposito riesce a mettere nei guai il pistolero Cocco Bill. A livello professionale esercita due mestieri: uno (senza ombra di dubbio il più famoso) è quello di maestra, mentre l'altro (occasionale) è quello di ereditiera, padrona di un allevamento di polli. Quasi sempre all'inizio delle storie è diffidente verso Cocco Bill e controbatte ogni suo discorso, ma poi inevitabilmente finisce per innamorarsi del cowboy stesso. Cocco Bill dal canto suo, aiutato dal destriero Trottalemme, schiva ogni tentativo della maestrina di farlo innamorare e ritorna ogni volta nel Far West, lontano da ogni donna di sorta.
Osusanna è forse il personaggio nato dalla fantasia di Jacovitti che ha subito un'evoluzione grafica più marcata ed incessante. In effetti, nonostante si mantenesse sempre tutt'altro che un sex symbol, nella prima storia a fumetti essa era alquanto brutta e sgraziata. La prima evidente tappa di evoluzione grafica è stata poi nel 1965, in Lo sceriffo Cocco Bill: Osusanna diventava una pestifera ereditiera dalla figura esile ma piuttosto formosa, indubbiamente affascinante rispetto alle altre figure femminili del Far West jacovittiano. Nel 1967 con Coccobillevolissimevolmente Jacovitti ha dimostrato quanto fosse effimera la grazia che la sua maestrina aveva acquistato due anni prima: infatti Osusanna era di nuovo tutt'altro che bella, e priva di seni. Questa figura poi rimase pressoché invariata, tanto che è ancora utilizzata oggi da Luca Salvagno, che ha raccolto l'eredità di Jacovitti continuando a disegnare Cocco Bill.
L'evoluzione della maestrina però non è stata solo grafica: difatti essa è cambiata anche di nome. Chiamata semplicemente Osusanna nella prima storia, poi è diventata O Susanna Pulastrell in Lo sceriffo Cocco Bill (1965) e nella storia Cocco Bill sulle rotaie (1969) ha infine acquisito il cognome Loviù (poi mutato in Ailoviù).
Ovviamente, è da notare il fatto che Jacovitti caratterizzi i personaggi già dal nome e quindi non appioppi nominativi a caso. Riguardo alla maestrina Osusanna poi, è tutto dire: il nome stesso fa il verso ad una notissima canzone del repertorio western e i suoi cognomi Loviù ed Ailoviù sono evidenti storpiature della frase I love you (lett. "Ti amo" in inglese). Invece il cognome Pulastrell, che ha assunto in Lo sceriffo Cocco Bill, si è dimostrato puramente occasionale ed attinente alla vicenda (Osusanna infatti in quel fumetto alleva polli e viene disegnata come una pollastrella, che gergalmente vuol dire bella ragazza).
Prima di Osusanna Ailoviù, Jacovitti aveva appioppato nella storia western Tex Revolver un'altra donna, dal buffo nome di Genoveffa La Scereffa, ulteriore esempio di come le donne di frontiera fossero tenaci e coraggiose.

## Cartoni animati
Nel cartone animato basato sulle storie di Cocco Bill, Osusanna è una giovane maestrina che viaggia molto spesso, o perché trasferita, o per gestire gite scolastiche, o per dare lezioni di grammatica a domicilio. Viene raffigurata come una giovane donna bionda dalla discreta bellezza, esaltata dall'aspetto spesso grottesco delle altre donne. Il cognome nel cartone animato viene scritto Iloveyou e non Ailoviù.